# Damon Lindelof
Damon Laurence Lindelof (født 24. april 1973) er en amerikansk manuskriptforfatter og producer, mest kendt for sit arbejde på tv-serien Lost.
Han har også arbejdet med Crossing Jordan, Nash Bridges, Wasteland og Undressed (MTV). Før dette arbejdede han med at gennemlæse manuskripter hos Paramount Pictures, Fox og Alad Ladd. Lindelof har desuden være medproducer på filmen Star Trek fra 2009.
Lindelof har udtalt at "Exodus"-afsnittene i tv-serien Lost er blandt hans favoritter, og at første og fjerde sæson for ham har været de mest interessant at arbejde på.[kilde mangler]
Han blev i 1999 semifinalist i Nicholl Fellowships manuskriptkonkurrence.

## Afsnit af Lost
- "Pilot" (1x01 & 1x02, med J.J. Abrams og Jeffrey Lieber)
- "Tabula Rasa" (1x03)
- "Confidence Man" (1x08)
- "Whatever the Case May Be" (1x12 med Jennifer Johnson)
- "Homecoming" (1x15)
- "Deus Ex Machina" (1x19 med Carlton Cuse)
- "Exodus" (1x23 & 1x24 med Carlton Cuse)
- "Man of Science, Man of Faith" (2x01)
- "...And Found" (2x05 med Carlton Cuse)
- "The Other 48 Days" (2x07 med Carlton Cuse)
- "The 23rd Psalm" (2x10 med Carlton Cuse)
- "One of Them" (2x14 med Carlton Cuse)
- "Lockdown" (2x17 med Carlton Cuse)
- "?" (2x21 med Carlton Cuse)
- "Live Together, Die Alone" (2x23 med Carlton Cuse)
- "A Tale of Two Cities" (3x01 med J.J. Abrams)
- "I Do" (3x06 med Carlton Cuse)
- "Flashes Before Your Eyes" (3x08 med Drew Goddard)
- "Enter 77" (3x11 med Carlton Cuse)
- "Left Behind" (3x15 med Elizabeth Sarnoff)
- "The Brig" (3x19 med Carlton Cuse)
- "Through the Looking Glass" (3x22 med Carlton Cuse)
- "The Beginning of the End" (4x01 med Carlton Cuse)
- "The Constant" (4x05 med Carlton Cuse)
- "There's No Place Like Home" (4x12-14 med Carlton Cuse)